# Дзен (контентная платформа)
«Дзен» (до сентября 2022 года — «Яндекс.Дзен») — российская блог-платформа для создания и просмотра контента, изначально созданная Яндексом в июне 2015 года и с сентября 2022 года принадлежащая VK. Лента Дзена доступна в мобильном приложении «Дзен» и на сайте dzen.ru. «Дзен» формирует ленту публикаций, автоматически подстраиваясь под интересы пользователя. Подбор публикаций осуществляется на основе анализа истории посещённых страниц, указанных пользователем предпочтений и других факторов.
По состоянию на апрель 2021 года сайт посетило 61,8 млн человек, суточная аудитория более 21,3 млн человек.
9 марта 2022 года «Дзен» отключил ленту рекомендаций для Беларуси и других стран.
Согласно данным vk.company, опубликованным в отчёте «Результаты VK за первый квартал 2023 года (2023).» после приобретения платформы, на 2023 год, дневная аудитория портала составляет 32,5 млн человек, а месячная, согласно данным «Коммерсанта» — 70 млн.

## Технология
«Дзен» является примером реализации технологии специализированного искусственного интеллекта.
Для анализа интересов и предпочтений пользователя используются знания Яндекса о посещаемых сайтах, а также указанный пользователем круг интересов.
Система анализирует любимые ресурсы пользователя и другие особенности поведения с целью создания уникальной модели его предпочтений. С увеличением объёма данных о пользователе система предлагает ему всё более актуальные и релевантные публикации, в том числе из незнакомых источников. «Дзен» адаптируется под изменяющиеся интересы пользователя. Например, если пользователь начнёт читать или смотреть видео или трансляции об архитектуре, материалов на эту тему в его ленте станет больше. И наоборот, если пользователь ставит дизлайки к публикациям на определённую тему и блокирует источники, то таких материалов в его ленте будет меньше.

Предсказание интересов пользователя с помощью коллаборативной фильтрации

Технология, лежащая в основе «Дзена», была адаптирована Яндексом и CERN для использования на Большом адронном коллайдере. С помощью неё проводится глубокий анализ результатов физических экспериментов на БАКе.

## Платформа для создания контента
В 2017 году Яндекс объявил о запуске платформы, позволяющей компаниям и независимым авторам публиковать медиаконтент (статьи, фото, видео) напрямую в «Дзене». Платформа также позволяет создателям контента зарабатывать на своих материалах, подключив рекламу.
За 2019 год компания выплатила авторам более 1 млрд рублей.
До запуска платформы ленты пользователей «Дзен» состояли только из публикаций, отобранных из общедоступных источников.
По заверению руководства сервиса, стоит цель создать социальную медиаплатформу, где создатели контента общаются с читателями, а также вырастить внутри «Дзена» авторов, для которых он станет ключевой площадкой.
Создавать и редактировать контент можно с помощью десктопного редактора, а также через мобильное приложение.
В сентябре 2019 года, после нескольких месяцев тестирования, для всех пользователей платформы стала доступна функция размещения видеороликов с максимальной длительностью 15 минут. Уже на этапе тестирования новый формат приобрёл большую популярность, чем текстовый, и в апреле 2020 года сервис увеличил длину размещаемых видеороликов до 60 минут, а также начал внедрять рекламу в видеоматериалы, которые длятся больше двух минут.
5 августа 2021 года в «Дзене» и приложении «Яндекс» появился раздел «Ролики», в нём пользователи могут просматривать видеоролики длиной до 1 минуты (сейчас — до 2), созданные блогерами «Дзена».
В июне 2021 года стало известно, что «Яндекс» купил видеоредактор Hypee, чтобы у пользователей «Дзена» была возможность экспериментировать с эффектами и музыкой в роликах.

## Нирвана
В 2018 году Дзен запустил программу «Нирвана» для поддержки авторов и медиа, создающих качественный контент. Участники программы получали приоритет в показах в лентах «Дзена».
Для попадания в программу авторам было необходимо соответствовать ряду условий, в частности:
- каналу — более 3 месяцев;
- не менее трёх материалов за прошедший месяц;
- соблюдение авторских прав.

В 2022 году программа «Нирвана» была упразднена.

## Монетизация
Возможность монетизации появилась, когда в 2017 году Дзен стал платформой для создания контента, а не только его распространения. Зарегистрированные в «Дзене» блогеры могли получать за свои посты деньги, если они собрали минимум 7000 дочитываний за неделю.
В 2019 году «Дзен» выплатил авторам за размещение рекламы в статьях более 1 млрд рублей.
В апреле 2020 года вышли новые правила, следуя которым, каналу, чтобы подключить монетизацию, требуется 10 000 минут просмотра за семь дней подряд (предыдущие правила предусматривали примерно 12 000 минут чтения за неделю). Также с появлением видеороликов на платформе появился и новый вид заработка — реклама в виде баннера или блока с анимацией.
В мае 2020 года у блогеров на платформе появилась возможность размещать виджеты с товарами из «Яндекс. Маркета»: в тот момент такая социальная коммерция была реализована только в статьях. В ноябре 2020 года платформа подписала договор с маркетплейсом «Joom» с аналогичными условиями добавления виджетов, а в апреле 2021 года после успешного тестирования всем авторам каналов с подключённой монетизацией стало доступно размещение виджетов «Авто.ру». Общий принцип получения средств с таких виджетов заключается в том, что блогеры получают деньги за переход с размещённых виджетов.
В марте 2021 года виджеты стали появляться не только непосредственно в материалах блогеров, но и на карточках статей в ленте, а также под самими статьями.
На первом этапе запуска ленты с короткими видео «Ролики» Яндекс выделил на вознаграждения блогерам 50 млн рублей.
Некоторые каналы сообщают, что Дзен оставляет за собой право не платить за статьи, если усмотрит в них поляризацию мнений. Материал будет рекомендоваться без ограничений, но не будет приносить доход. Так получится, если публикация относится к остросоциальной тематике.
В мае 2024 года сервис запустил в тестовом режиме премиум-подписку с возможностью материального поощрения авторов контента до 100 000 рублей в месяц.

## История
В 1997 году «Яндекс» начал исследования в области программной обработки естественного языка, машинного обучения и рекомендательных систем. В 2009 году был создан метод машинного обучения «Матрикснет», ставший одним из ключевых компонентов системы, на которой работает «Дзен».
Первый сервис «Яндекса», в котором появились технологии рекомендаций, «Яндекс.Музыка», был запущен в сентябре 2014 года. Затем эти технологии также были внедрены в «Яндекс.Маркете» и «Яндекс.Радио».
В июне 2015 года в бета-режиме стал доступен «Дзен». Первое время в ленте «Дзен» показывались только публикации в медиасервисах, а сервис самого «Дзена» был открыт лишь для 5 % пользователей мобильной версии «Яндекс.Браузера» на Android, имеющих учётную запись в «Яндексе». До этого «Дзен» был доступен в экспериментальном режиме на странице zen.yandex.ru.
В последующие месяцы в «Дзен» были добавлены другие виды контента: фотогалереи, статьи, блоги, форумы, видео с YouTube и так далее.
По состоянию на апрель 2017 года «Дзен» доступен на более чем 50 языках и в более чем 100 странах, в том числе в США, Индии и Бразилии.
В 2017 году «Дзен» запустил на своей платформе особый формат — нарратив, адаптированный для просмотра на мобильных устройствах. Это набор слайдов с текстами, фото, видео и GIF-изображениями. С осени 2017 года нарративы тестировали медиасервисы, а с января 2018 года формат стал доступен и авторам платформы Дзена.
После добавления публичных профилей пользователей в марте 2019 года сервис приобрёл черты социальной сети.
В апреле 2019 года «Дзен» добавлен в браузеры Cốc Cốc во Вьетнаме и Opera в Турции.

Данный логотип использовался платформой в 2021—2022 годах

В 2021 году «Дзен» изменил вектор развития: он ориентирован больше на блоги и видеоконтент. В апреле 2021 года был прекращён обмен трафиком с медиасервисами. Просмотры на многих сервисах резко упали.
В августе 2022 года VK объявила о приобретении сервисов «Дзен» и «Дзен. Новости». Сделка была закрыта 12 сентября 2022 года, и новостной агрегатор стал частью портала Дзен. Теперь при посещении главной страницы поисковой системы Яндекс пользователя автоматически переадресовывает на страницу dzen.ru.
В апреле 2025 года «Дзен» ограничил монетизацию видео — теперь в приоритете тексты. Авторы видео по-прежнему могут продавать платные подписки на контент и получать донаты, при этом выплат за встроенную в «видеопоток» рекламу больше не будет, потому что «Дзен» её отключил. Анализ пользовательского поведения показал, что без вставок «люди с большей охотой остаются в сервисе и регулярно (…) возвращаются».

## Руководство
Руководителем «Дзена» является Антон Фролов, директором по продукту — Александр Толокольников, директором по маркетингу — Сергей Таболин, техническим директором — Дмитрий Кондрашкин. Директором по контенту был Ринат Низамов, однако он ушёл в Т-банк в 2023 году и в настоящее время такой должности в Дзене нет.

## Финансы
Летом 2018 года «Дзен» объявил экстраполяционную выручку (run rate) на 12 месяцев вперёд — 4 млрд рублей.
Монетизация сервиса происходит благодаря рекламным блокам, встроенным в новостные ленты (в России — объявления Яндекс.Директа), и нативной рекламе.
В апреле 2019 года в «Дзене» запущен рекламный кабинет, в котором можно запустить таргетированную рекламу на рекламную публикацию.

## Цензура
В «Дзене» существуют ограничения показов материалов, нарушающих российское законодательство и правила сервиса. Например, могут быть ограничены в показах статьи, в которых присутствуют детальные описания трагических происшествий, шокирующий или откровенный контент, оскорбления и т. п.
Так, в 2018 году «Дзен» понизил в выдаче все материалы канала МБХ-медиа (оппозиционный проект, названный в честь Михаила Ходорковского) сразу после блокировки зеркала сайта. «Дзен» упрекнул статьи о пытках в колониях и убийствах животных в излишней «детальности» (аргумент, что данные материалы имеют общественную значимость, принят не был). В декабре 2018 года по требованию Роскомнадзора канал «МБХ-медиа» был заблокирован. 3 апреля 2019 года «Дзен» ограничил показ материалов Фонда борьбы с лейкемией, так как они содержали «трагический контент» (в тот же день ограничения были сняты и «Дзен» принёс извинения за них).
В июле 2020 года сервис отказался рекламировать публикации «Открытых медиа» о расследовании Алексея Навального, о недвижимости Юрия Трутнева, новости о патриархе Кирилле, который призвал московскую монахиню продать свой Mercedes за 9,5 млн рублей, и публикаций о семье пресс-секретаря президента Дмитрия Пескова, хотя сами публикации не нарушали требований к контенту. В собственных правилах под отказ в рекламе подпадали: материалы с предвыборной агитацией, сайты депутатов, политических деятелей или их приёмных, опросы общественного мнения относительно выборов и референдумов и публикации, построенные на «обвинении, очернении и разоблачении».
В марте 2022 года на фоне российского вторжения на Украину сервис под предлогом «роста объёма контента и изменением его контекста» оставил пользователей без ленты рекомендованного контента и закрыл доступ к контенту для пользователей, проживающих за пределами России.

## Конкуренты
После выхода «Дзена» несколько крупных компаний также анонсировали сервисы персональных рекомендаций. В мае 2016 года VK представила похожий проект Likemore, предлагающий пользователям контент сообществ «ВКонтакте». В 2019 году VK запустила ещё один схожий сервис «Пульс», который позже был поглощен «Дзеном». В августе 2016 года компания Google в тестовом режиме запустила аналогичный сервис «Google Discover», рекомендующий новостные статьи. Apple и Meta также запустили новостные сервисы с похожей функциональностью.

## Логотипы

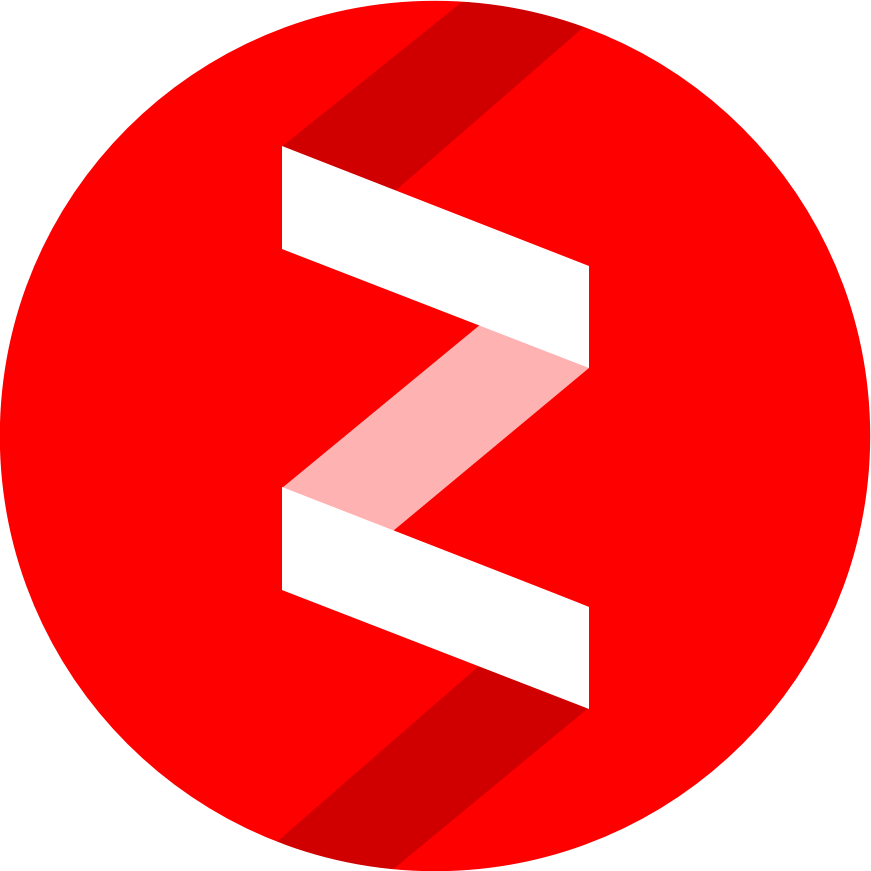
Логотип с 10 июня 2015 по 17 июня 2019 года
Логотип с 18 июня 2019 по 31 марта 2021 года
Логотип с 1 апреля 2021 по 2 июня 2022 года
Логотип с 3 июня 2022 по 14 июля 2024 года
Логотип с 15 июля 2024 года по настоящее время